# Синкраю-Алмашулуй
Синкраю-Алмашулуй (рум. Sâncraiu Almașului) — село у повіті Селаж в Румунії. Входить до складу комуни Зімбор.
Село розташоване на відстані 352 км на північний захід від Бухареста, 33 км на південний схід від Залеу, 27 км на північний захід від Клуж-Напоки.

## Населення
За даними перепису населення 2002 року у селі проживали 286 осіб, з них 284 особи (99,3%) румунів. Рідною мовою 284 особи (99,3%) назвали румунську.